# Собор и Базар
«Собор и Базар» (англ. The Cathedral and the Bazaar; аббревиатура CatB) — эссе Эрика Рэймонда на тему методов разработки программного обеспечения, основанное на анализе процесса разработки ядра Linux и личном опыте управления открытым проектом fetchmail. Впервые «Собор и Базар» был представлен автором на Linux Kongress 27 мая 1997 года и был опубликован как часть книги с аналогичным названием в 1999. Данное эссе часто преподносится как манифест движения за открытый исходный код программ.
В эссе сравниваются две модели разработки свободного программного обеспечения:
- Соборная модель, когда исходный код становится доступным с выходом каждого нового релиза программы, но во время работы над очередным релизом доступ к коду разрешён лишь ограниченному кругу разработчиков проекта. Как пример приводятся проекты GNU Emacs и GCC.
- Базарная модель, в которой код разрабатывается через Internet на виду общественности. Реймонд называет Линуса Торвальдса, лидера проекта разработки ядра Linux, изобретателем такого процесса разработки. Также он приводит оценочное описание применения базарного метода к работе над проектом fetchmail.

Центральным тезисом эссе выступает утверждение Рэймонда, что «при наличии достаточного количества глаз все ошибки всплывают» («given enough eyeballs, all bugs are shallow»). Он называет это Законом Линуса. По мнению Рэймонда, недостаток соборной модели состоит в том, что на охоту за ошибками уходит чрезмерно большое количество времени и энергии ограниченного числа разработчиков, имеющих доступ к коду.
Эссе помогло убедить уже существующие свободные проекты в эффективности использования базарного принципа (полностью или частично). В их числе GNU Emacs и GCC, изначально полностью Соборные проекты. Самым известным фактом, связанным с эссе, стала его роль в решении Netscape открыть код Netscape Communicator и начать проект Mozilla.
Собор часто является моделью разработки проприетарного программного обеспечения — с дополнительными ограничениями в виде отсутствия доступа к исходному коду даже при выходе релиза программы — в связи с этим фраза «Собор и Базар» часто используется для сопоставления проприетарного и открытого программного обеспечения. (Реймонд использовал данное сравнение в Halloween Documents). Но, несмотря на это, само по себе эссе рассматривает только процесс разработки свободного программного обеспечения и не обращается к проприетарным проектам.
Например, Wikipedia — проект базарного типа, в то время как Nupedia и Encyclopædia Britannica — соборные проекты.
Когда O’Reilly в 1999 году опубликовал книгу, она обладала ещё одним достоинством — это была первая книга, опубликованная под условиями Open Publication License.